# Sporenkorst
Sporenkorst (Anisomeridium) is een geslacht van korstmossen dat behoort tot de familie Monoblastiaceae. In 1883 werd door de Zwitserse botanicus Johannes Müller Argoviensis werd oorspronkelijk Arthopyrenia xylogena als soort benoemd. In 1928 definieerde Maurice Choisy het geslacht Anisomeridium, waarmee hij A. xylogena als de soort opnam.

## Soorten
Volgens Index Fungorum bevat het geslacht 35 soorten (peildatum februari 2023):
| Soortnaam                               | Auteur(s)                          | Publicatiejaar |
| --------------------------------------- | ---------------------------------- | -------------- |
| Anisomeridium americanum                | (A. Massal.) R.C. Harris           | 1995           |
| Anisomeridium anisolobum                | (Müll. Arg.) Aptroot               | 1995           |
| Anisomeridium australiense              | (P.M. McCarthy) R.C. Harris        | 1995           |
| Anisomeridium austroaustraliense        | P.M. McCarthy & Kantvilas          | 2016           |
| Anisomeridium biforme (Stinzenkorst)    | (Schaer.) R.C. Harris              | 1978           |
| Anisomeridium calcicola                 | Upreti & Nayaka                    | 2006           |
| Anisomeridium calcivorum                | P.M. McCarthy                      | 2021           |
| Anisomeridium carinthiacum              | (J. Steiner) R.C. Harris           | 1987           |
| Anisomeridium concameratum              | (Stirt.) Aptroot                   | 2006           |
| Anisomeridium consobrinum               | (Nyl.) Aptroot                     | 1995           |
| Anisomeridium disjunctum                | P.M. McCarthy & Kantvilas          | 2018           |
| Anisomeridium excellens                 | (Nyl. ex Müll. Arg.) R.C. Harris   | 1995           |
| Anisomeridium foliicola                 | R. Sant. & Tibell                  | 1988           |
| Anisomeridium globosum                  | Aptroot, D.S. Andrade & M. Cáceres | 2014           |
| Anisomeridium grumatum                  | (Cooke ex Sacc.) Aptroot           | 1998           |
| Anisomeridium guangdongense             | S.H. Jiang & C. Zhang              | 2020           |
| Anisomeridium guangxiense               | S.H. Jiang & C. Zhang              | 2020           |
| Anisomeridium guttuliferum              | Lücking                            | 2008           |
| Anisomeridium lateriticum               | Aptroot & M. Cáceres               | 2013           |
| Anisomeridium macaronesicum             | van den Boom                       | 2015           |
| Anisomeridium macropycnidiatum          | van den Boom                       | 2015           |
| Anisomeridium platypodum                | G. Thor, Lücking & Tat. Matsumoto  | 2000           |
| Anisomeridium polypori (Schoorsteentje) | (Ellis & Everh.) M.E. Barr         | 1996           |
| Anisomeridium prolongatum               | Lücking                            | 2008           |
| Anisomeridium ranunculosporum           | (Coppins & P. James) Coppins       | 2002           |
| Anisomeridium robustum                  | Orange, Coppins & Aptroot          | 2008           |
| Anisomeridium subnectendum              | (Nyl.) R.C. Harris                 | 1995           |
| Anisomeridium subnexum                  | (Nyl.) R.C. Harris                 | 1995           |
| Anisomeridium subprostans               | (Nyl.) R.C. Harris                 | 1980           |
| Anisomeridium terminatum                | (Nyl.) R.C. Harris                 | 1995           |
| Anisomeridium tetrasporum               | Aptroot & Sipman                   | 2001           |
| Anisomeridium trichiale                 | Aptroot & Etayo                    | 2017           |
| Anisomeridium triseptatum               | Aptroot & M. Cáceres               | 2013           |
| Anisomeridium viridescens               | (Coppins) R.C. Harris              | 1995           |
| Anisomeridium yoshimurae                | H. Harada                          | 2019           |